# Serolis glacialis
Serolis glacialis là một loài chân đều trong họ Serolidae. Loài này được Tattersall miêu tả khoa học năm 1921.